# Jandira
Jandira város Brazíliában, São Paulo államban. Lakosainak száma 126 356 fő (2020. július 1.). Jandira Barueri, Carapicuíba, Cotia és Itapevi községekkel határos.

## Népesség
A település népességének változása:
| Lakosok száma | 91 807 | 108 344 | 118 832 | 126 356 | 118 045 |
|               | 2000   | 2010    | 2015    | 2020    | 2022    |